# NGC 2020
NGC 2020 — эмиссионная туманность в созвездии Золотая Рыба в Большом Магеллановом Облаке, расположенная вокруг звезды Вольфа — Райе. Звезда не только освещает окружающую её туманность, но и, предположительно, благодаря сильному звёздному ветру, «выдула» вещество из её центральной части, сформировав пустоту в центре.
Этот объект входит в число перечисленных в оригинальной редакции «Нового общего каталога». Туманность была открыта Джоном Гершелем 30 декабря 1836 года, но возможно, наблюдалась Джеймсом Данлопом в 1826 году.
Газовое облако NGC 2020 в основном состоит из кислорода. Молодые, горячие звезды испускают высокоэнергетическое излучение, отрывающее электроны от атомов кислорода, ионизующее газ и тем самым заставляющее его светиться характерным синим цветом.